# Billund
Billund är en tätort i Billunds kommun i Region Syddanmark i Danmark. Tätorten har 7 307 invånare (2024). Den ligger på Jylland, cirka 12,5 kilometer öster om Grindsted. Billund var centralort i Billunds kommun fram till kommunreformen 2007. Billund är känt för Legoland och har Jyllands största flygplats, Billunds flygplats.